# Podbranč
Podbranč (in ungherese Berencsváralja) è un comune della Slovacchia facente parte del distretto di Senica, nella regione di Trnava.